# アリレザ・ヘイダリ
アリレザ・ヘイダリ (Alireza Heidari、1976年3月4日-)は、イラン・テヘラン出身のレスリング選手。2004年アテネオリンピックレスリングフリースタイル96kg級の銅メダリストである。
ヘイダリは、アジア大会3連覇のほか、アジア選手権で4回の優勝を誇る選手である。
2000年のアテネオリンピックでは6位に終わっている。

## 実績
- オリンピック
  - 2004年アテネオリンピック　銅メダル
- 世界選手権
  - 優勝　1998年
  - 2位　1999、2002、2003年
- アジア大会
  - 優勝　1998、2002、2006年
- アジア選手権
  - 優勝　1997、1999、2001、2003年
  - 3位　1996年